# Barriada La Asunción (Jerez de la Frontera)
La Asunción es el barrio más antiguo del Distrito Este de Jerez de la Frontera. La barriada está considerada un núcleo importante del flamenco, habiendo tenido como vecinos a importantes figuras flamencas, con Fernando Terremoto y La Paquera de Jerez a la cabeza.

## Historia, servicios y lugares de interés
La Asunción fue proyectada en la década de 1950 por la Junta de Fomento del Hogar y diseñado por Fernando de la Cuadra e Irízar, arquitecto municipal. Muchas familias gitanas se mudaron de las viejas casas de vecinos de los barrios de Santiago y San Miguel a la recién creada barriada de La Asunción.
El 13 de septiembre de 1979 grandes lluvias anegaron la zona más baja de la barriada, en la que se encontraban unas calles edificadas con viviendas adosadas de una sola planta. Las familias inquilinas fueron reubicadas en otros barrios y, en el lugar que ocupaban las viviendas, se construyó el Polideportivo municipal La Asunción, que fue inaugurado en 1982. A la inauguración asistió el alcalde, Pedro Pacheco, quien jugó un partido de fútbol sala junto con otros miembros de la corporación municipal y con el contratista de la obra, Ángel Jiménez.
El barrio cuenta con un centro de salud público, el anteriormente mencionado Polideportivo municipal La Asunción (instalaciones al aire libre que constan de una pista de baloncesto, dos de fútbol sala, una pista multiuso, vestuarios y una cantina-bar), un centro comercial, una iglesia, dos colegios de infantil y primaria públicos (CEIP La Paz y CEIP Manuel de Falla), un colegio concertado (Colegio Jesús-María La Asunción), un instituto de secundaria y bachillerato público (IES Caballero Bonald) y aloja el Campus de Jerez de la UCA. En La Asunción se encuentra la sede de la Policía Nacional de Jerez. Desde el barrio también emite Frontera Radio, una de las radios comunitarias más antiguas de Andalucía (1990).
Anteriormente hubo en el barrio un matadero (inaugurado en 1953), un mercado de abastos, la cárcel de Jerez (de 1962 a 2000) y un cuartel militar. Ahora esos lugares son ocupados por los ya mencionados centro comercial, centro de salud, sede policial y campus universitario, respectivamente.  
El Bar Volapié y El Cazador son dos referentes gastronómicos locales; el primero por sus mollejas, menudo y cola de toro y el segundo por sus churros.
En el último cuarto del siglo XX, cada año en torno al 15 de agosto, Festividad de La Asunción, se celebraba una verbena con competiciones deportivas, actuaciones de flamenco y atracciones infantiles.

## Vecinos ilustres
- La Paquera de Jerez, cantaora.
- Fernando Terremoto, cantaor.
- Tío Borrico, cantaor.
- Terremoto hijo, cantaor.
- Luis Lara, humorista y cantaor.
- David Saborido, artista plástico y pintor.
- Ana Peña, bailaora.
- Capullo de Jerez, cantaor.
- Manuel Valencia, tocaor.[6]
- Carlos Pérez Merinero, novelista y guionista.

## En la cultura popular
El polideportivo de la barriada es uno de los escenarios del videoclip de la canción Creencias personales, de Acción Sánchez (SFDK) y Zeropositivo.